# 工單
工作訂單簡稱工单，通常是客户或企業內部員工遇到產品或服務上的問題向服務商或企業提交的的一项任务、工作或請求，企業收到訂單後可以將其安排或分配给企業員工來完成或解決。

##### 一個工單應包含以下内容：
1. 請求者
2. 請求日期
3. 請求詳細信息
4. 地點
5. 推薦完成日期
6. 優先級
7. 工作批准人
8. 完成工作者
9. 完成日期